# Stachelschwanzflöter
Die Stachelschwanzflöter (Orthonyx), auch Laufflöter genannt, sind eine Singvogelgattung, die mit drei Arten im östlichen Australien und in den Bergen von Neuguinea vorkommt. Die Gattung bildet gleichzeitig die monotypische Familie Orthonychidae.

## Merkmale
Stachelschwanzflöter sind mittelgroße Singvögel mit einem bräunlich-grauen oder dunkelbraunen Rücken und einer weißlichen oder rötlichen Bauchseite. Die Flügel sind kurz und an ihren Enden abgerundet. Der Kopf ist mittelgroß, der Hals ist kurz und dick. Der Schwanz ist mittellang mit spitz herausstehenden Federkielen am Ende. Der Schnabel ist mittellang und kräftig. Die Beine sind lang und die Füße sind groß mit langen gebogenen Krallen. Männchen sind größer als die Weibchen und zeigen eine weiße Kehle, während die der Weibchen rötlich ist.

## Lebensraum und Lebensweise
Stachelschwanzflöter leben in Regenwäldern und bevorzugen in ihnen relativ offene, aber beschattete Bereiche mit einer dichten Laubschicht auf dem Boden, in der sie ihre aus Insekten und anderen Wirbellosen bestehende Nahrung suchen. Bei der Nahrungssuche schleudern sie das Laub zur Seite weg. Becken- und Oberschenkelknochen sind bei ihnen so angepasst, dass eine seitwärts gerichtete Bewegung der Beine möglich ist. Stachelschwanzflöter leben in kleinen Gruppen, die gemeinsam ein Territorium verteidigen. Innerhalb der Gruppe vermehrt sich nur ein monogames Paar. Das Nest ist kugelförmig und wird vom Weibchen in Bodennähe erbaut. Die äußeren Bereiche des Nests besteht aus Zweigen, der innere Bereich aus Moos, Streifen feiner Borke und anderen feinen pflanzlichen Bestandteilen. Das Gelege besteht aus einem bis drei Eiern, die nur vom Weibchen bebrütet werden. Die Jungvögel schlüpfen nach einer Brutdauer von 21 bis 25 Tagen und werden nach 18 bis 27 Tagen flügge. Im Nest werden sie ausschließlich vom Weibchen gefüttert, dem wiederum Nahrung vom Männchen gebracht wird. Nach dem Freifliegen werden die Jungvögel noch weitere Monate von beiden Eltern mit Nahrung versorgt.

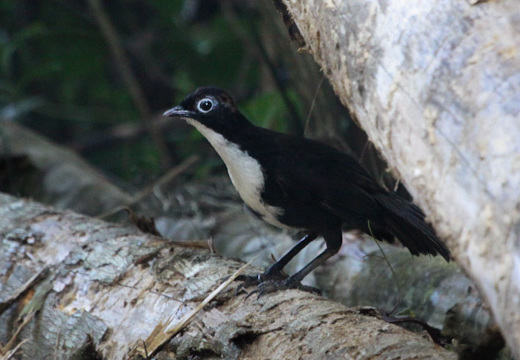
Schwarzkopfflöter (Orthonyx spaldingii), Männchen

## Arten
- Papuaflöter (Orthonyx novaeguineae)
- Dschungelflöter (Orthonyx temminckii)
- Schwarzkopfflöter (Orthonyx spaldingii)

## Systematik
Die Gattung Orthonyx wurde im 1820 durch den niederländischen Ornithologen Coenraad Jacob Temminck erstmals beschrieben. Im Jahr 1840 führte der britische Zoologe George Robert Gray die monotypische Familie Orthonychidae ein. Die Stachelschwanzflöter sind eine basale Abzweigung im Stammbaum der Singvögel und können keiner der Überfamilien zugeordnet werden. Eventuell besteht eine nähere Verwandtschaft mit den Australsäblern (Pomatostomidae).